# 小行星1800
小行星1800（1800 Aguilar）是太阳系的小行星之一，位于小行星带。该小行星由米格爾·伊茲克索恩于1950年9月12日在拉普拉塔发现。
該小行星以阿根廷工程師費利克斯·阿吉拉（Félix Aguilar）命名。